# Łomża
Pour les articles homonymes, voir Łomża (homonymie).
Łomża (Lomza sans les diacritiques) est une ville de l'Est de la Pologne, située en Mazovie, mais appartenant à la voïvodie de Podlachie. Selon les statistiques de 2004, la ville avait une population de 63 700 habitants (62 965 habitants en 2019,ce qui en a fait la deuxième plus grande ville de voïvodie de Podlachie, après Białystok.
La ville fut le chef-lieu de la voïvodie de Łomża entre 1975 et 1998. Łomża est une ville-powiat et le chef-lieu du powiat de Łomża sans se trouver sur son territoire.

## Histoire
Le 12 août 1941 les Allemands installent dans la ville le ghetto de Łomża. Ils enferment dans des conditions très difficiles de 10 000  à   18 000 juifs des environs.
3 500 d'entre eux sont assassinés en périphérie de la ville lors de fusillades dans les bois des villages de Giełczyn et Sławiec. Un grand nombre de prisonniers périssent de la malnutrition et des maladies comme le typhus et la dysenterie. Les autres sont majoritairement déportés vers le camp d'extermination d'Auschwitz jusqu'à novembre 1942.

## Enseignement
Trois écoles importantes se situent en ville, comme le collège jésuite - lycée Tadeusz Kościuszko (fondé en 1614) dont un des directeurs a été saint André Bobola et qui a compté parmi ses élèves entre autres le cardinal Stefan Wyszyński et Bohdan Winiarski. La Wyższa Szkoła Agrobiznesu (École supérieure de commerce alimentaire) et la Wyższa Szkoła Zarządzania i Przedsiębiorczości im. B. Jańskiego (École supérieure d'administration et de gestion B. Jański), comptent parmi les établissements d'importance.

## Culture

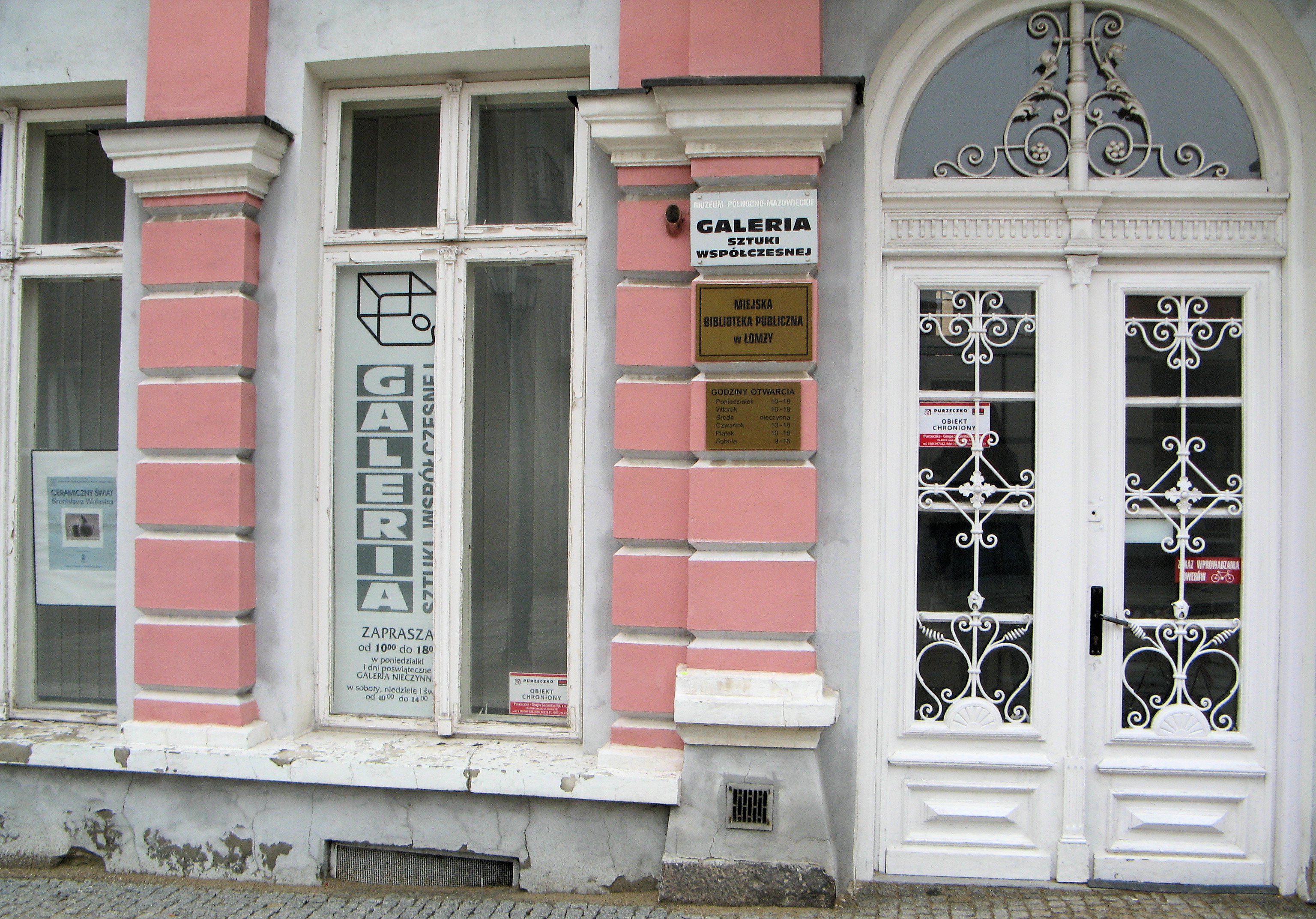
La Galerie d'art contemporain

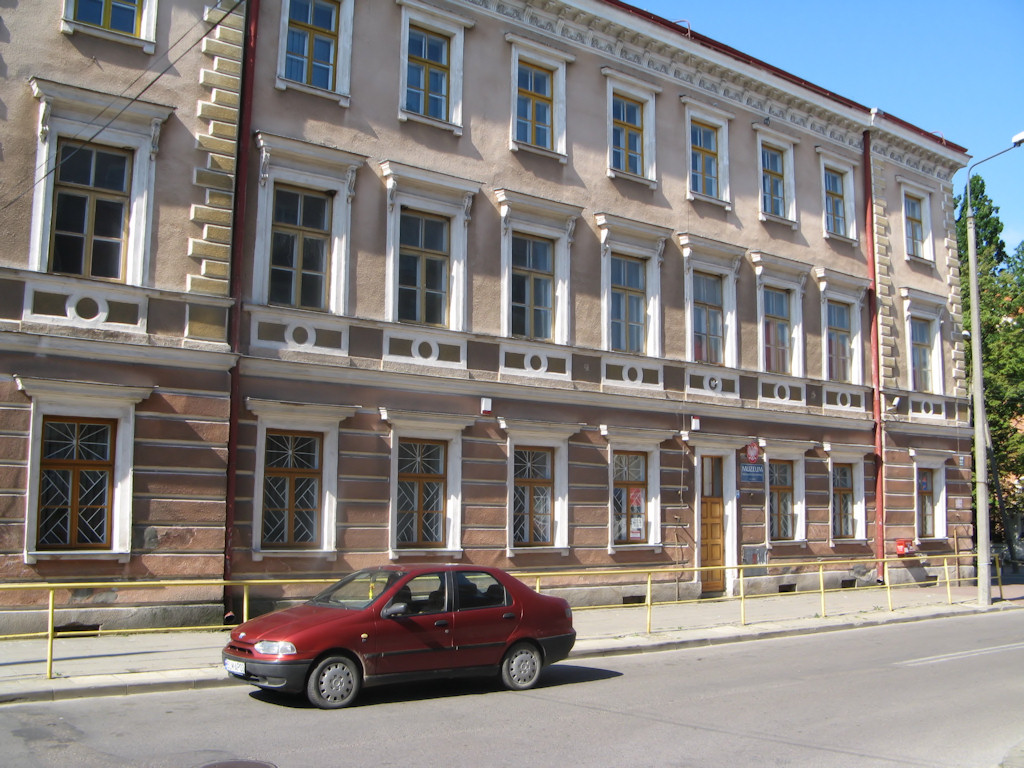
Le siège du musée de Mazovie du Nord

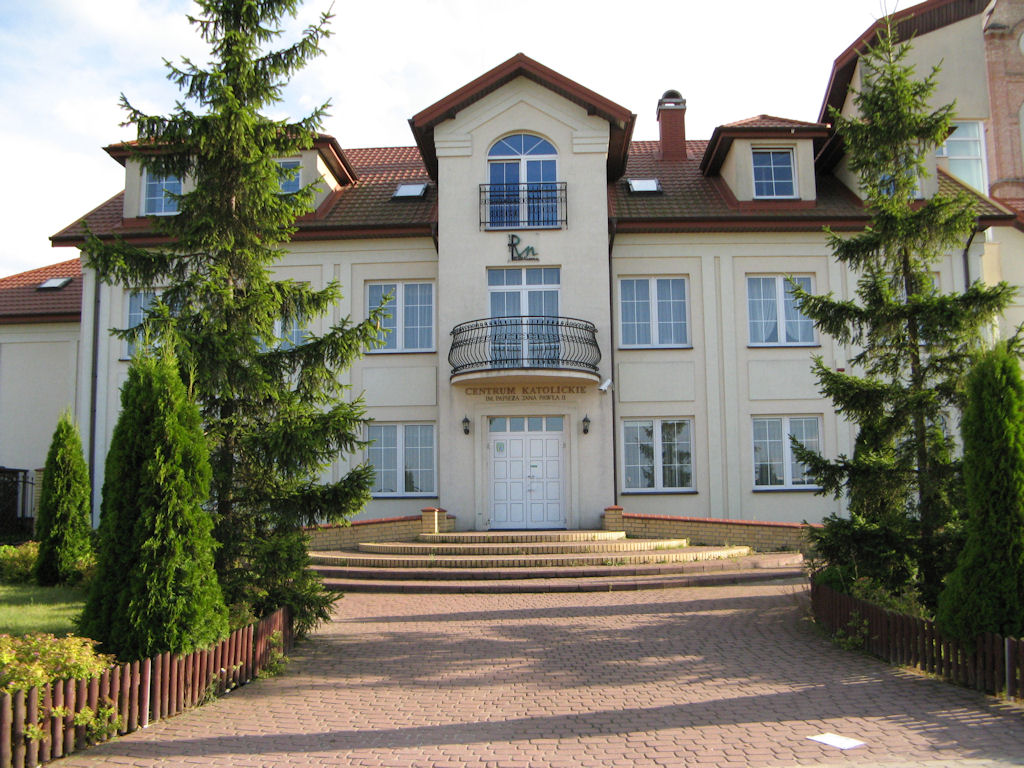
Le Centre catholique Jean-Paul II

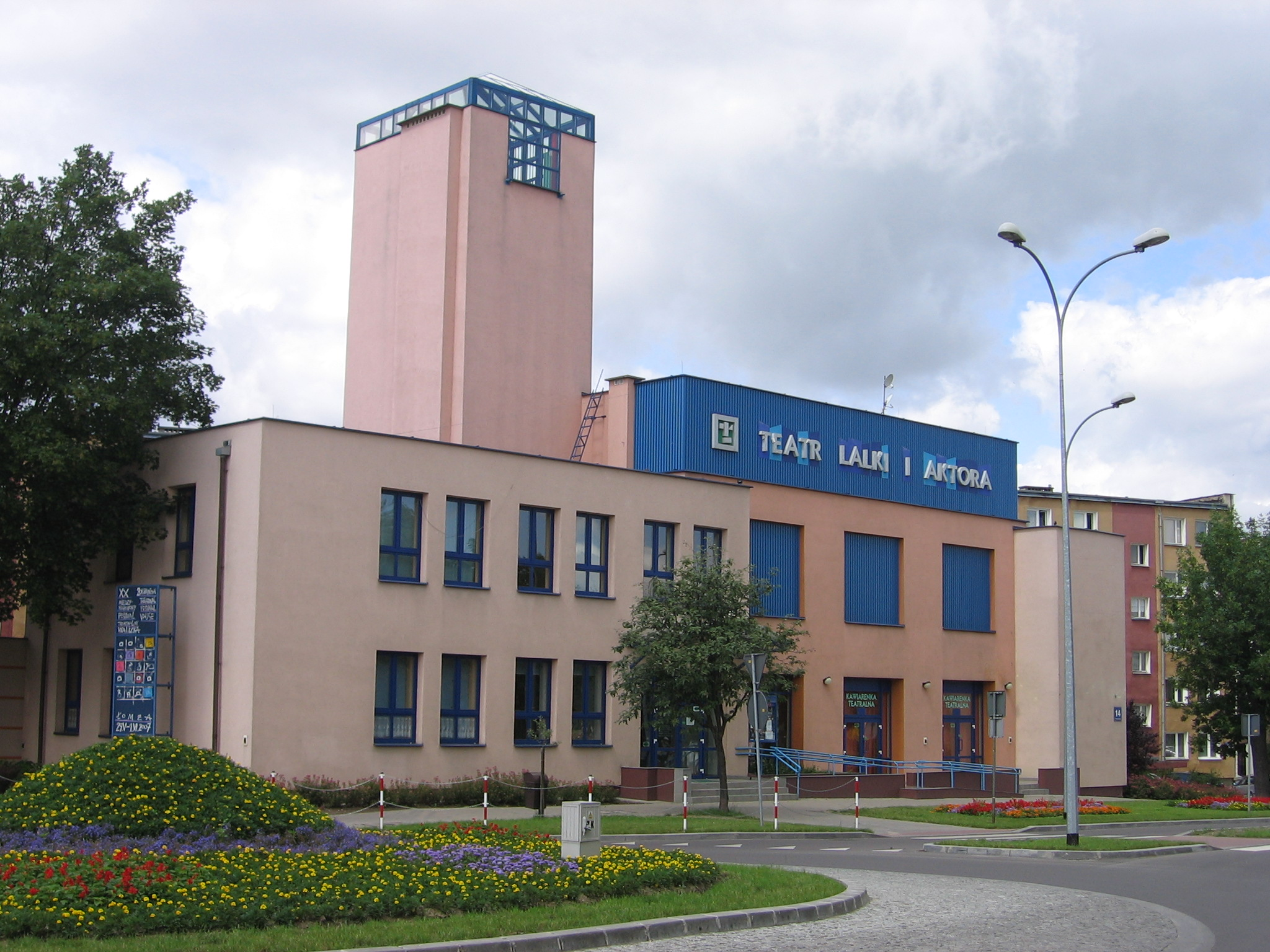
Le Théâtre Lalki i Aktora

Łomża est aussi une ville culturelle, qui compte théâtre, orchestre de chambre, des musées et plusieurs galeries d'art. Y sont organisés régulièrement des événements comme :
- le festival international « Walizka » organisé par le théâtre Lalki i Aktora
- le festival « Sacrum et Musica » organisé par l'orchestre de chambre Łomżyńska Orkiestra Kameralna
- les journées musicales Drozdowo – Łomża, organisée par le centre culturel régional de Łomża et Jacek Szymański (directeur artistique) et Dariusz S. Wójcik

### Institutions culturelles
Les principales organisations culturelles sont : La galerie d'art contemporain, l'Orchestre philharmonique de chambre de Łomża (pl), la Bibliothèque municipale, la Maison municipale de la Culture - Maison des Créateurs, le Musée de Mazovie du Nord (pl), le Centre catholique Jean-Paul II, le Centre culturel régional de Łomża, le Théâtre Lalki i Aktora (théâtre de marionnettes et d'acteurs).

## Culte
- Catholicisme

La ville possède plusieurs églises catholiques dont:
L'église et le couvent des Capucins de Łomża (XVIIe siècle)
- Judaïsme

Auparavant la ville comptait une Grande synagogue (en), achevée en 1889 par l'architecte italien Enrico Marconi. Elle est incendiée par les nazis puis rasée au début de la Seconde Guerre mondiale.

## Le marché du travail à Łomża

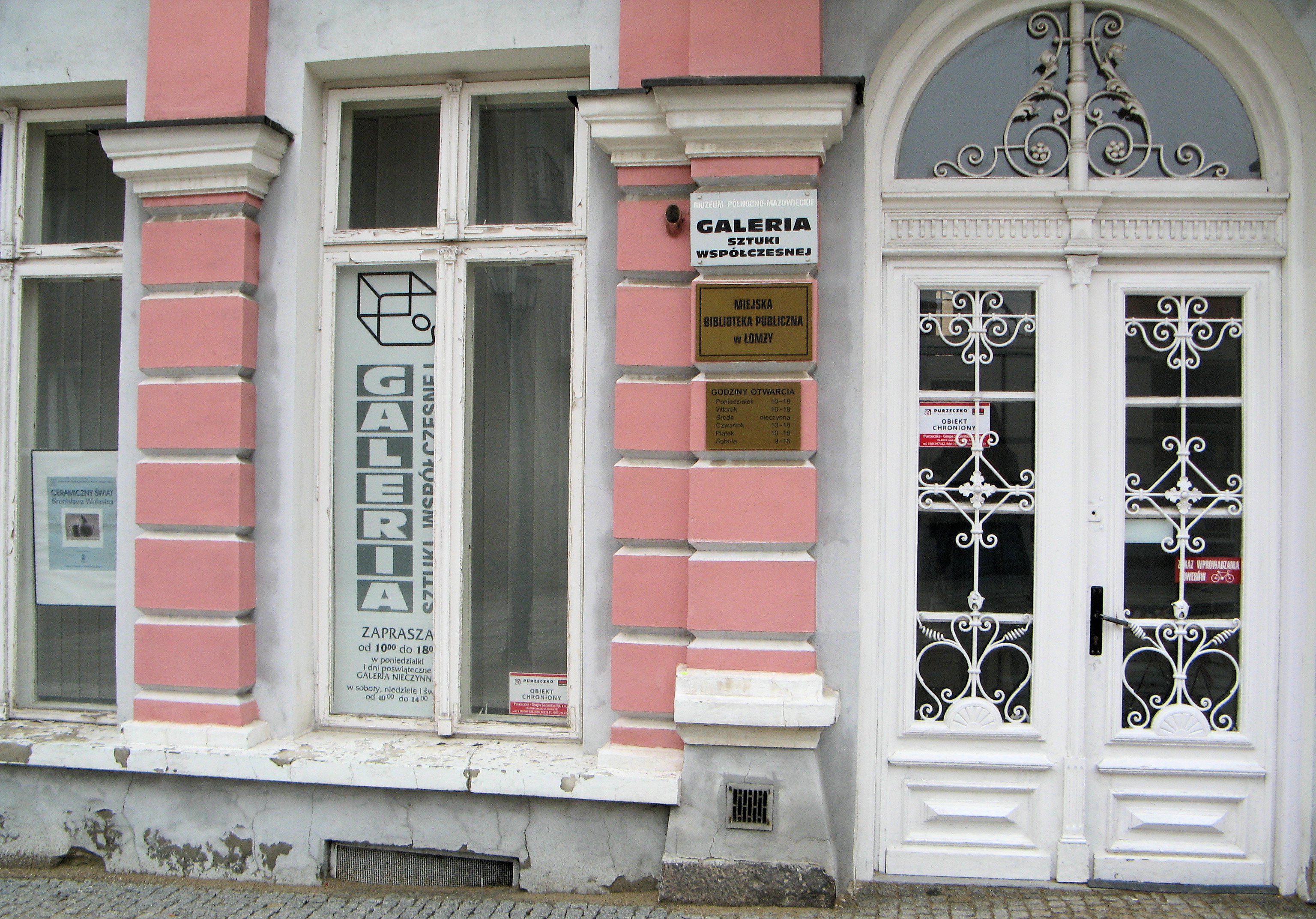
La Galerie d'art contemporain

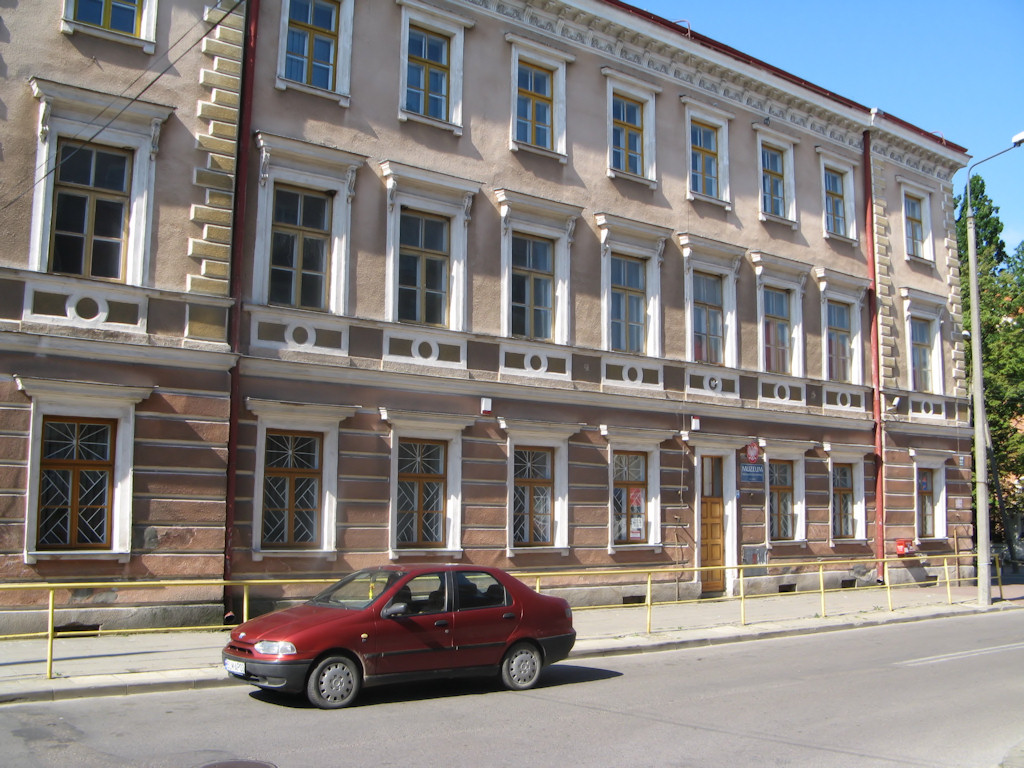
Le siège du musée de Mazovie du Nord

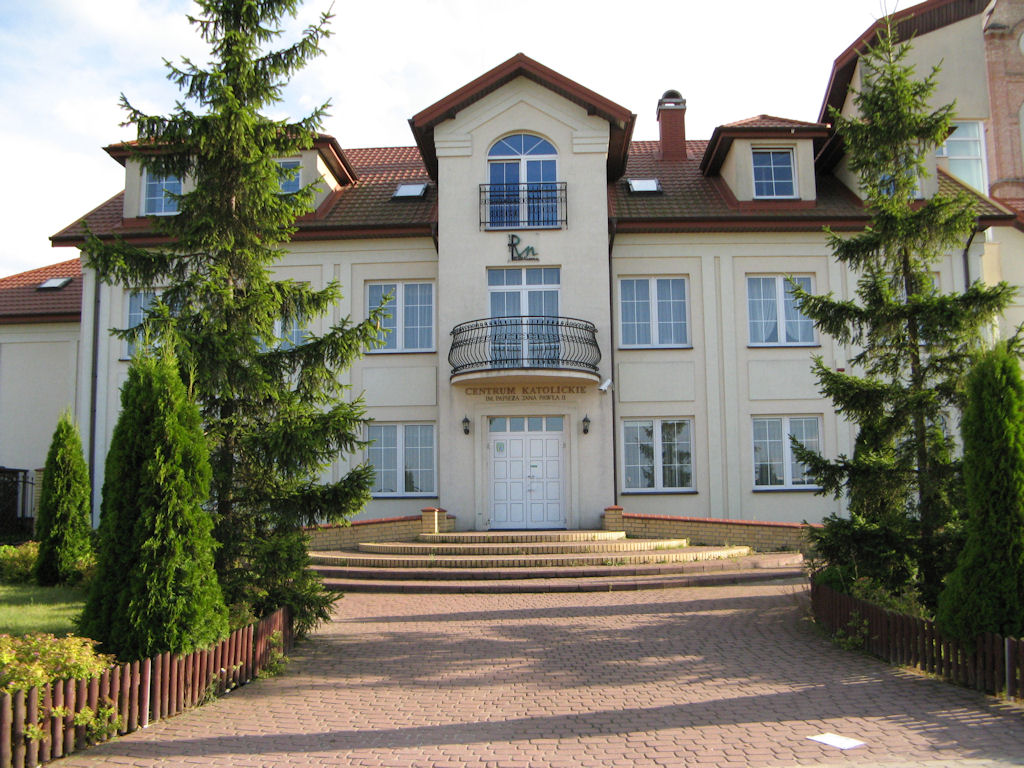
Le Centre catholique Jean-Paul II

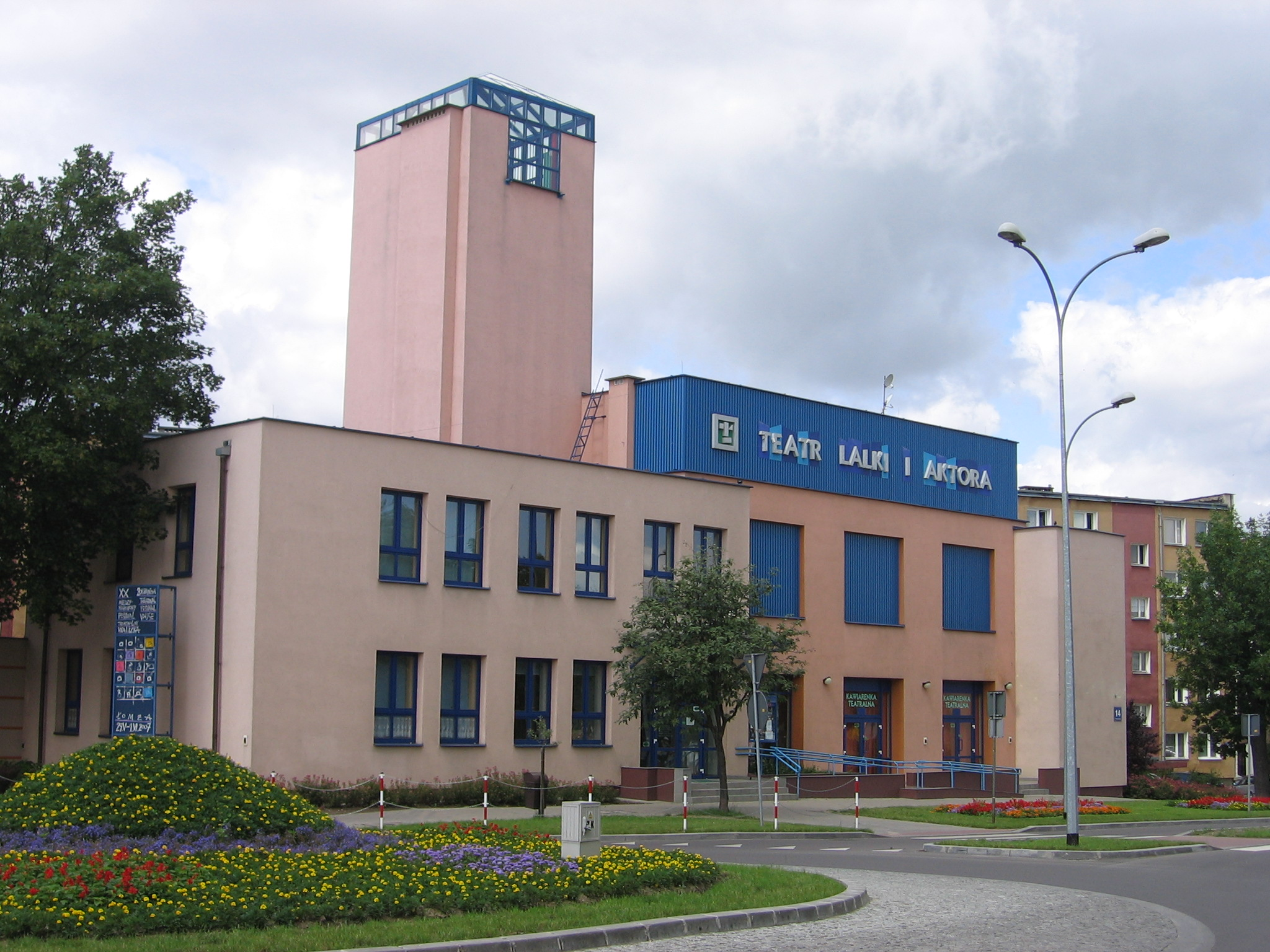
Le Théâtre Lalki i Aktora

Quant aux employeurs eux-mêmes, selon le registre REGON (mai 2020), il existe 6 497 entités de l'économie nationale opérant à Łomża, dont 62 classées comme moyennes et 3 comme grandes. L'une de ces unités comprend plus de 999 personnes.
Est-ce difficile de trouver un emploi ici ? Selon les données présentées par le PUP de Łomża, fin juin 2020, 3 273 personnes étaient inscrites au bureau. À son tour, l'Office central des statistiques rapporte qu'en avril de la même année, le taux de chômage dans le poviat de Łomża était de 6,2 %. A titre de comparaison, le taux de chômage dans l'ensemble de la Pologne était de 5,8%, ce qui est légèrement inférieur. Dans le même temps, la situation du marché du travail local est l'une des plus favorables de la voïvodie de Podlachie (taux de chômage de 7,4 %).
Qui cherche un emploi à Łomża? C'est un endroit où l'on constate une augmentation de la diversité économique, mais il reste encore deux domaines de développement qui sont les plus forts : l'agriculture et l'industrie (y compris l'agroalimentaire). Ces dernières années, l'industrie du tourisme s'est également développée de manière dynamique, grâce à une utilisation toujours plus efficace des ressources naturelles locales, ainsi qu'à l'accent mis sur le choix de solutions qui protègent l'environnement dans tous les domaines de l'activité économique et sociale.
Lors de la recherche immédiate d'un emploi, il convient de prendre en compte non seulement l'orientation générale du développement de la région, mais également la demande de salariés rapportée chaque année dans le cadre de l'enquête Baromètre des professions. Il s’avère que les plus grandes pénuries de personnel (2020) concernent les ouvriers de la construction routière. Les entreprises locales recherchent également d'autres travailleurs du bâtiment et de la finition, et il existe une demande d'enseignants, principalement dans les matières professionnelles, mais aussi pour les jardins d'enfants et les professeurs de langues étrangères. À Łomża, les annonces s'adressent également, entre autres, aux représentants du service de santé (infirmières, maîtres en pharmacie) et des services en uniforme, aux comptables indépendants, aux programmeurs, aux spécialistes en génie électrique et électrique, ainsi qu'en automatisation et robotique. À Łomża, les emplois pour les jeunes sont principalement disponibles dans la gastronomie et le tourisme.

## Jumelages
- Muscatine (États-Unis)
- Novohrad-Volynskyï (Ukraine)
- Šalčininkai (Lituanie)
- Kaunas (Lituanie)
- Tallinn (Estonie)

## Personnalités liées à la commune
- Joël Leib HaLevi Herzog
- Yitzhak HaLevi Herzog
- Barbara Szlachetka, athlète (1956-2005)